# 斉姜 (晋文公夫人)
斉姜（齊姜、せいきょう、生没年不詳）は、晋の文公重耳の夫人。斉の宗女。

## 生涯
斉の桓公の一族の娘として生まれた。紀元前655年に晋の献公の後妻である驪姫が太子申生を誣告して殺し、公子重耳は晋を脱出して諸国を流浪した（驪姫の乱）。重耳が斉に赴くと、斉の桓公は重耳を厚遇し、斉姜を重耳にとつがせた。重耳は「民は安楽に生きるもの。誰をかそのほかを知らんや」といって、斉に骨を埋めるつもりになっていた。重耳の従者の狐偃は重耳が斉に安住してしまうのを心配し、出立をうながすべく従者たちと桑の木の下で相談した。たまたま桑摘みの女がこれを聞きつけ、斉姜にこのことを告げ口した。斉姜は桑摘み女を殺して口封じし、重耳の出立をうながした。重耳がぐすぐずして動かないので、斉姜は狐偃と共謀し、重耳を酒に酔わせて送り出した。こののち重耳の一行は曹・宋・鄭・楚を経て秦に入り、紀元前636年に秦の穆公の支援を得て晋に入国した。晋の人は懐公を殺して重耳を擁立した。これが晋の文公である。文公は斉姜を迎えて夫人とした。